# Врештедт
Врештедт (нім. Wrestedt) — громада в Німеччині, розташована в землі Нижня Саксонія. Входить до складу району Ільцен. Складова частина об'єднання громад Ауе.
Площа — 140,8 км2. Населення становить 6377 ос. (станом на 31 грудня 2021).